# 竹本正男
竹本 正男（たけもと まさお、1919年〈大正8年〉9月29日 - 2007年〈平成19年〉2月2日）は、日本の体操選手。元日本体育大学副学長、日本体育大学名誉教授。1952年ヘルシンキオリンピック・1956年メルボルンオリンピック銀メダリスト、1960年ローマオリンピック金メダリスト。島根県浜田市出身。旧制浜田中（島根県立浜田高等学校）、日本体育会体操学校高等師範科（現・日本体育大学）卒業。「体操の神様」とも言われていた。浜田市名誉市民でもあった。

## 来歴

### 選手時代
- 1947年：第1回全日本体操競技選手権に出場し個人総合で優勝。以後個人総合で5連覇。通算7回の優勝を果たす。
- 1952年：ヘルシンキオリンピックに出場。種目別跳馬で銀メダルを獲得。
- 1954年：ローマ世界選手権に出場し、徒手で金メダルを獲得。
- 1956年：メルボルンオリンピックに出場、選手団主将を務める。団体総合で銀メダル、種目別つり輪、平行棒、鉄棒で銅メダルを獲得。
- 1958年︰モスクワ世界選手権に出場し、徒手で優勝。世界選手権2連覇を達成した。
- 1960年︰ローマオリンピックで日本初の男子団体金メダル、種目別鉄棒銀メダルに輝く。

### 引退後
ローマ五輪を最後に引退。日本体育大学教授として後進の指導、研究に従事した。
- 1964年︰東京オリンピックで男子体操監督に就任。
- 1972年︰1972年ミュンヘンオリンピックで男子体操監督に就任。
- 1976年︰1976年モントリオールオリンピックで男子体操監督に就任。
- 1980年︰紫綬褒章を受章。
- 1993年︰勲三等瑞宝章を受章[1]。
- 1997年︰日本人として初めて国際体操殿堂入りを果たした。
- 2007年2月2日︰死去。叙正五位[2]。

ほかに、日本体操協会副会長、日本体操協会顧問、日本体育大学理事、日本体育大学女子短期大学副学長などの要職を歴任した。
月面宙返りのネーミングを考案した人物としても著名である。

## 主な出演
- 20世紀の遺伝子（フジテレビジョン）